# Ковалёва, Альбина Семёновна
Альбина Семёновна Ковалёва (род. 17 августа 1944, Хингуй, Иркутская область) — российский юрист и прокурор. С 2004 по 2020 год — советник генерального прокурора России, прокурор Иркутска (1987—2004). Государственный советник юстиции 2 класса.

## Биография
Родилась 17 августа 1944 года на станции Хингуй Нижнеудинского района Иркутской области. Родители — служащие. Девичья фамилия в доступных источниках не указана. Окончив среднюю школу, получила направление по комсомольской путёвке в Ангарск. В 1973 году окончила юридический факультет Иркутского государственного университета по специальности «юрист».
1961—1963 гг. — маляр-штукатур в Ангарском управлении строительства. 

1963—1967 гг. — электромонтажница Ангарского электромеханического завода. 

1967—1972 гг. — секретарь судебного заседания, заведующая канцелярией народного суда г. Ангарска. 

1972—1979 гг. — старший следователь прокуратуры г. Ангарска. 

1979—1983 гг. — прокурор отдела, заместитель начальника отдела по надзору за исполнением законов в органах внутренних дел, старший помощник прокурора области по кадрам. Создала следственно-оперативное подразделение прокуратуры и иркутского городского Управления внутренних дел для раскрытия тяжких преступлений на территории Иркутска. 

1983—1987 гг. — инструктор, заместитель заведующего отделом административных органов Иркутского обкома КПСС. 

1987—2004 гг. — прокурор г. Иркутска. 

2005—2008 гг. — руководитель главного управления Федеральной регистрационной службы Иркутской области и Усть-Ордынского Бурятского автономного округа.

С 2004 по 2020 год являлась советником Генерального прокурора Юрия Чайки.

## Связь с Юрием Чайкой и его семьёй
Ковалёва и Юрий Чайка с конца 1980-х годов работали вместе в Иркутской области — в прокуратуре и в обкоме КПСС. Она возглавляла прокуратуру Иркутска во времена, когда близкие к Артёму Чайке люди участвовали в захвате Верхнеленского пароходства. Чайка-младший называл Ковалёву публично «своей мамой».
По данным Фонда борьбы с коррупцией, бизнес Артёма Чайки процветает именно в тех регионах, где прокурорами назначены «ученики» Ковалёвой, выходцы из Иркутской прокуратуры. Кроме того прокурор Краснодарского края Леонид Коржинек, покрывавший Цапковскую ОПГ в Кущёвке, также работал с Альбиной Ковалёвой в Иркутской области с 1985 года.
Учениками Альбины Ковалевой называют также зам. генерального прокурора Ивана Семчишина (уроженец Иркутской области, работал в Иркутской прокуратуре в 1984—2003), прокурора Забайкальского края Василия Войкина (работал в прокуратуре Иркутской области в 1983—2008), прокурора Мурманской области Максима Ершова (работал в прокуратуре Иркутской области в 1993—2006), прокурора Саратовской области Владимира Степанова (уроженец Иркутска, работал в прокуратуре Иркутской области в 1991—2008), прокурора Иркутской области Игоря Мельникова (работает в системе прокуратуры Иркутской области с 1987 года).

### Подозрение в коррупции
Являлась фигурантом расследования Фонда борьбы с коррупцией.

## Семья
- Первый муж — Виктор Бердников, футболист Ангарской команды в 1960-е годы.
  - Сын — Дмитрий Викторович Бердников (род. 24 июля 1966 года), бизнесмен, имел собственное дело, с 27 марта 2015 мэр Иркутска[7]. До этого был депутатом городской думы Иркутска. Один из создателей иркутского культурно-развлекательного комплекса «Ладога». По некоторым данным с 1993 по 2006 год служил в органах Службы внешней разведки (СВР) Российской Федерации[8].
- Второй муж — Юрий Иванович Ковалёв (1 июня 1938[9] — 12 июля 2010[10]), управляющий государственным трестом «Востоксибсантехмонтаж». Был известным в Иркутске бизнесменом и основным советником губернатора Иркутской области Бориса Говорина, который возглавлял область с 1997 по 2005 год[11]. У него дочь от первого брака Ирина Хитарова[12].

## Награды
- Почётная грамота Правительства Российской Федерации (26 августа 2014) — за заслуги в укреплении законности и правопорядка, защите прав и свобод гражданина, многолетнюю безупречную государственную службу[источник не указан 591 день]
- Знак отличия «За заслуги перед Иркутской областью» (1999)[13]
- Именной пистолет ПСМ (2001)[14]
- Заслуженный юрист Российской Федерации
- Почётный работник прокуратуры Российской Федерации
- Почётный гражданин города Иркутска (2001) — за высокий профессионализм и активную общественную деятельность
- Орден Почёта (27 декабря 2018) — за заслуги в укреплении законности, защите прав и свобод граждан, многолетнюю добросовестную службу[15]